# Мукиш
Мукиш е древна държава на територията на Древна Сирия, съществувала в периода XVIII — началото XIV век пр.н.е. Столицата му е Алалах.
В началото на XIV век пр.н.е. престава да съществува разгромено окончателно от хетите.

## Царе на Мукиш
1. Идрими (около 1520)
2. Адад-нирари, син
3. Никмепа II, брат
4. Илимилима II, син (около 1420)
5. Идрими II, син (около 1400 – 1385)
6. Адад-нирари, син (около 1385 – 1350)

Хетско завоюване (около 1350).